# Air Force Distinguished Service Medal
Distinguished Service Medal är en militär förtjänstmedalj som delas ut av USA:s flygvapendepartement.

## Syfte
Medaljen skapades av USA:s kongress den 6 juli 1960. Den formgavs av Frank Alston vid United States Army Institute of Heraldry.
Syftet med medaljen var att ersätta Distinguished Service Medal för personal från USA:s flygvapen, då samma försvarsgren innan 1947 var en del av USA:s armé.
Medaljen ges till de i USA:s flygvapen och USA:s rymdstyrka som har utmärkt sig med exceptionellt förtjänstfull tjänstgöring i flygvapendepartementet i en tjänst med "stort ansvar". Den delas ut av flygvapenministern i presidentens namn. Vanligen ges den till generaler.
Ytterligare medaljer markeras med ett eklöv i metall på medalj och släpspänne. Från 2016 kan den även delas ut med en monterad metallbokstav C, ifall mottagaren personligen tjänstgjort under stridsförhållanden.